# Верховный трибунал юстиции Кабо-Верде
Верхо́вный трибуна́л юсти́ции Ка́бо-Ве́рде (порт. Supremo Tribunal da Justicial de Cabo Verde) — высший судебный орган в Республике Кабо-Верде. Он является последним местом обжалования для всех сторон в гражданских, уголовных или административных делах. Расположен в столице страны Прая.
Верховный суд формирует единообразную судебную практику. Он может пересмотреть решение любого нижестоящего суда.
Суд состоит из пяти членов: 1 — назначается Президентом Республики; 1 — избирается на заседании Национальной Ассамблеи; 3 — назначаются Высшим советом магистратуры.
Судебная система Кабо-Верде по своему устройству аналогична судебной системе Португалии.